# Поремећај учења заснован на језику
Потешкоће у учењу засноване на језику су „хетерогене“ неуролошке разлике које могу утицати на вештине као што су слушање, резоновање, говор, читање, писање и математичка израчунавања. Такође је повезан са покретом, координацијом и директном пажњом. Ове потешкоће се обично не идентификује док дете не достигне школски узраст. Већини људи са овим инвалидитетом је тешко да комуницирају, да ефикасно изразе идеје, а оно што кажу може бити двосмислено и тешко разумљиво То је  неуролошка разлика. Често је наследна и често је повезана са специфичним језичким проблемима.
Постоје две врсте сметњи у учењу: невербалне, које укључују сметње од психомоторних потешкоћа до дискалкулије, и вербалне, засноване на језику.

## Симптоми
Поремећај учења заснован на језику се састоје од
- дискалкулије која се састоји од читања бројева у низу, учења распореда времена и одређивања времена;[6]
- дислексија; и
- потешкоће у вези са писаним језиком, као што су проблеми са учењем новог речника, слова и алфабета.

Поремећаји слушне обраде могу да изазову проблеме у разумевању питања и праћењу упутстава, разумевању и памћењу детаља заплета приче или предавања у учионици, учењу речи из песама и риме, причању с лева на десно и отежаном читању и писању.
Потешкоће повезане са читањем и говорним језиком укључују проблеме са разумевањем питања и праћењем упутстава, разумевањем и задржавањем детаља заплета приче или предавања у учионици, понављањем неречи, учењем речи у песмама и римама и идентификовањем звукова који одговарају словима, који отежава учење читања.
Потешкоће повезане са моторичким вештинама укључују потешкоће у разликовању лево од десно, што је део моторичке некоординације, проблеме са визуелном перцепцијом и проблем са памћењем.

## Учесталост
Потешкоће у учењу засноване на језику се обично дијагностикују у школама, када су типичне развојне прекретнице превазишле без напретка. Образовни инструктори могу приметити застоје у развоју код ученика и одлучили су да их процене коришћењем мерења заснованог на наставном плану и програму (НПП). Иако су спроведена различита истраживања, одређивање преваленције ЛБЛД-а је тешко, погађајући отприлике свако 1 од 10 деце. Од ученика са специфичним тешкоћама у учењу који примају услуге специјалног образовања, 70–80% има неслагање у читању. Потешкоће у учењу засноване на језику значајно утиче на нечију способност да учествује у тачном разумевању читања, фонетској свести и језичким дефицитима. Неким ученицима ће током основног образовања бити дијагностикован један од горе описаних поремећаја, док други можда неће препознати своје језичке неспособности све до касних адолесцената. Потешкоће у учењу засноване на језику нису нова појава, међутим преваленција и дијагнозе су се развиле кроз истраживање и истраживање.

## Дијагноза
Логопед, психолог, социјални радник, а понекад и неуролог раде заједно или појединачно како би пронашли одговарајућу дијагнозу за децу са Поремећај учења заснован на језику. Поред тога, они процењују говор, слушање, читање и писани језик за децу која имају неки поремећај учења заснован на језику.
Логопеди процењују дететову вештину разумевања и способност детета да прати вербална и писмена упутства. Такође, траже одзивност и виде да ли дете препознаје познате знакове или правилно држи књигу и траже да ли дете зна и/или пише слова и имена.
Социјални радници добијају историју писмености од куће, а затим посматрају дете током активности у учионици, траже друштвене интеракције.
Психолози прегледају фонолошко памћење детета тако што га или њу понављају низ речи, бројева, слова и звукова. Они такође траже одговор детета на факторе животне средине и друштвене факторе.
Неуролози траже моторичке способности, мождане функције које укључују визуелну и слушну перцепцију.

### Дислексија
Дислексија је уобичајена сметња у учењу заснована на језику. Дислексија може утицати на течност читања, декодирање, разумевање читања, памћење, писање, правопис, а понекад и говор и може постојати заједно са другим сродним поремећајима. Највеће тешкоће онима са поремећајем је са изговореном и писаном речју. Ови присутни проблеми се односе, али нису ограничени на:
- Изражавање идеја јасно, као да су потребне речи на врху језика, али неће изаћи.
- Слова и бројеви
- Учење абецеде
- Мешање редоследа бројева који су део математичких прорачуна
- Правопис
- Памћење временских табела
- Време казивања[3]

## Прогноза
Поремећај учења заснован на језику може бити трајни проблем. Неки људи могу искусити преклапајуће сметње у учењу које чине побољшање проблематичним. Други са самим инвалидитетом често показују више побољшања. Већина субјеката може постићи писменост кроз механизме суочавања и образовање.

## Терапија
Часови специјалног образовања су примарни третман. Ови часови се фокусирају на активности које одржавају развој језичких вештина. Основа овог третмана је понављање активности усменог, читања и писања. Обично логопед, психолог и наставник раде заједно са децом у малим групама у учионици. Други третман је сагледавање потреба детета кроз Индивидуални образовни план (ИОП). У овом програму наставници и родитељи заједно раде на праћењу напретка свеобухватних, вербалних, писмених, друштвених и моторичких вештина детета у школи и код куће. Затим дете пролази кроз различите процене како би одредило свој ниво. Ниво на који се дете налази ће одредити величину одељења, број наставника и потребу за терапијом.